# Aimé Omgba
Aimé Ntsama Omgba (Leiden, 22 oktober 2002) is een Nederlandse voetballer met Kameroense roots die als aanvallende middenvelder voor KAA Gent speelt.

## Carrière
Aimé Omgba speelde in de jeugd van RCL, Feyenoord, N.E.C. en NAC Breda. In januari 2023 maakte hij de overstap naar het eerste elftal van NAC en tekende hij zijn eerste profcontract in Breda. Hij debuteerde in het betaald voetbal op 6 januari 2023, in de met 2–1 gewonnen thuiswedstrijd in de Eerste divisie tegen Jong PSV onder leiding van coach Ton Lokhoff. Een week later gaf hij tegen Helmond Sport de assist op de 2–2. Zijn eerste doelpunt scoorde hij op 31 maart 2023 in de met 1–3 gewonnen uitwedstrijd tegen VVV-Venlo. NAC Breda eindigde als achtste en plaatste zich zodoende voor de play-offs voor promotie naar de Eredivisie. Uiteindelijk promoveerde NAC. Op 4 september 2024 transfereerde Aimé Omgba naar KAA Gent. Deze Belgische voetbalclub komt uit in de Jupiler Pro League.

### Statistieken
| Seizoen                     | Club           | Land           | Competitie         | Competitie | Competitie | Beker | Beker | Overig | Overig | Totaal | Totaal |
| Seizoen                     | Club           | Land           | Competitie         | Wed.       | Dlp.       | Wed.  | Dlp.  | Wed.   | Dlp.   | Wed.   | Dlp.   |
| --------------------------- | -------------- | -------------- | ------------------ | ---------- | ---------- | ----- | ----- | ------ | ------ | ------ | ------ |
| 2022/23                     | NAC Breda      | Nederland      | Eerste divisie     | 17         | 1          | 2     | 0     | 4      | 1      | 23     | 2      |
| 2023/24                     | NAC Breda      | Nederland      | Eerste divisie     | 25         | 7          | 1     | 0     | 6      | 1      | 32     | 8      |
| 2024/25                     | KAA Gent       | België         | Jupiler Pro League | 3          | 1          | 0     | 0     | 0      | 0      | 3      | 1      |
| Carrièretotaal              | Carrièretotaal | Carrièretotaal | Carrièretotaal     | 45         | 9          | 3     | 0     | 10     | 2      | 58     | 11     |
| Bijgewerkt op 27 maart 2025 |                |                |                    |            |            |       |       |        |        |        |        |